# Prinsessan Elisabet av Storbritannien
Prinsessan Elisabet "Eliza" av Storbritannien, född 22 maj 1770, död 10 januari 1840, var en brittisk prinsessa och lantgrevinna av Hessen-Homburg (1820-1829), gift med Fredrik IV av Hessen-Homburg. Hon var dotter till kung Georg III av Storbritannien och Charlotte av Mecklenburg-Strelitz.

## Biografi
Liksom sina systrar levde Elisabet länge isolerad som sällskap åt sin mor. Efter 1771 levde hon och hennes systrar skilda från sina bröder, utom då de träffades under sina dagliga promenader. De undervisades i musik, dans, konst, engelska, franska, tyska och geografi under överinseende av sin guvernant Lady Charlotte Finch. 
Efter 1782 åtföljde hon systrarna sina föräldrar på representation till teatern, operan och hovet klädda i likadana klänningar utom vad gällde färg. Hon och hennes systrar beundrades för den vackra anblick de utgjorde med sin opersonligt lika, porslinsliknande skönhet i offentliga sammanhang, men privat levde de ett mycket enkelt liv. Kostnaderna för att klä systrarna var mycket höga och privat fick de därför klä sig mycket enkelt; under större delen av dagen bar de endast morgonrock. 
Till skillnad från vad som var normen för prinsessor under hennes samtid blev hon inte bortgift i femtonårsåldern, eftersom hennes far inte ville att hans döttrar skulle gifta sig; dels på grund av hans systrars olyckliga äktenskap utomlands, och dels för att han var nöjd med att behålla dem hemma. De fick istället leva ett överbeskyddat liv som sällskap åt sin mor, fick aldrig träffa personer utanför hovet, eller umgås för nära med män. 
Elisabet blev efter sekelskiftet 1800 alltmer missnöjd med att tvingas leva ogift som sin mors sällskap. År 1808 beskrivs Elisabet fortfarande som vacker, och samma år mottog hon ett frieri från den tre år yngre franska prinsen Ludvig Filip, hertigen av Orleans, som just då levde i exil i Twickenham. Förslaget hade förmodligen lagts fram på uppmuntran av hennes bror Edward, som var privat vän med Ludvig Filip. Elisabet blev entusiastisk över förslaget, men hennes mor vägrade absolut att tillåta det.
När hennes far kungen år 1811 slutligen insjuknade i permanent psykisk sjukdom och hennes bror tronföljaren utsågs till regent, fick systrarna uppleva mer frihet tack vare sin bror prinsregenten.  
På en bal vid hovet år 1814 mötte hon för första gången den jämnåriga Fredrik av Hessen-Homburg, då officer i österrikiska husarerna, och ska ha sagt: "Om han är ogift, gifter jag mig med honom!"
I början av år 1818 mottog hon ett officiellt frieri från Fredrik av Hessen-Homburg, då arvprins av Hessen-Homburg. Det hade varit på tal redan i februari 1817 och hade stöd från Elisabets syster Charlotte och bror hertigen av Kent. Elisabet var snart femtio och kunde inte förväntas föda barn, men Fredrik hade sju bröder och behövde inga arvingar. Anledningen förmodas ha varit ekonomisk och diplomatisk: Hessen-Homburg led av dålig ekonomi, något som kunde åtgärdas med Elisabets förmögenhet, och det påpekades att den som ville sluta en äktenskapsallians med det mäktiga brittiska kungahuset genom att gifta sig med en av Georg III:s döttrar bara hade Elisabet att välja på, eftersom Charlotte och Maria var gifta, Sofia var invalid och Augusta ryktades vara hemligt gift med Sir Brent.
Frieriet mottogs med stor ovilja från drottning Charlotte, som inte ville gå miste om sin dotters sällskap och lade fram flera invändningar. Hon påtalade att saken kom för hastigt och att kungen tidigare aldrig visat sig villig när Hessen-Homburg hade föreslagit en äktenskapsallians; när Fredrik själv anlände till London försökte drottningen på flera sätt hindra paret från att träffas, och hon vägrade att ge sin välsignelse till saken. Elisabet ansågs dock vid snart femtio års ålder var gammal nog att själv bestämma och fick formellt tillstånd av regenten och kungliga rådet, vilket enligt lagen var det enda tillstånd Elisabet behövde, fast hennes mor inte ville samtycka.
Vigseln ägde rum 7 april 1818 i Queen's House i London. Efter en smekmånad i Brighton färdades paret till Hessen-Homburg via Rhen. Elisabet stod nära sin mor och var förtvivlad då hon fick höra att modern, som insjuknat vid tiden för hennes bröllop, avled senare samma år. 
År 1820 blev Fredrik lantgreve i Hessen-Homburg. Äktenskapet var inte en kärleksrelation, men Elisabet och Fredrik kom väl överens och fick båda fördelar av det: Fredrik kunde reparera sitt hem i Homburg med hjälp av Elisabets pengar, och Elisabet kunde flytta utomlands, slippa familjens övervakning och leva sitt eget liv. Att döma av hennes kvarlämnade brev trivdes hon bra i Tyskland och kallade i brev Fredrik för sin "kära ängel".